# Episodi di Un professore (prima stagione)
La prima stagione della serie televisiva Un professore, composta da 12 episodi, è stata trasmessa in prima visione su Rai 1 ogni giovedì dall'11 novembre al 16 dicembre 2021 in sei prime serate. I primi due episodi sono stati pubblicati in anteprima il 9 novembre 2021 su RaiPlay.
| nº | Titolo          | Prima TV         |
| -- | --------------- | ---------------- |
| 1  | Socrate         | 11 novembre 2021 |
| 2  | Roland Barthes  | 11 novembre 2021 |
| 3  | Kant            | 18 novembre 2021 |
| 4  | Platone         | 18 novembre 2021 |
| 5  | Aristotele      | 25 novembre 2021 |
| 6  | Giordano Bruno  | 25 novembre 2021 |
| 7  | Michel Foucault | 2 dicembre 2021  |
| 8  | Guy Debord      | 2 dicembre 2021  |
| 9  | Stuart Mill     | 9 dicembre 2021  |
| 10 | Schopenhauer    | 9 dicembre 2021  |
| 11 | Rousseau        | 16 dicembre 2021 |
| 12 | Nietzsche       | 16 dicembre 2021 |

## Socrate
- Diretto da: Alessandro D'Alatri
- Soggetto di: Sandro Petraglia, Valentina Gaddi, Sebastiano Melloni e Fidel Signorile
- Scritto da: Sandro Petraglia

### Trama
Dante Balestra è il nuovo professore di filosofia del liceo Leonardo da Vinci di Roma dove è tornato dopo otto anni di assenza (insegnava a Torre del Greco) per stare con il figlio Simone ora che la sua ex moglie sta per trasferirsi a Glasgow. Il figlio non sembra entusiasta del suo ritorno e all'inizio è molto scontroso con lui.
Da subito Dante, che curiosamente svolge le sue lezioni all'aria aperta, entra in confidenza con Marina, collega di matematica che è in crisi con Lino il quale invece insegna educazione fisica. Tra i due scatta subito la scintilla e finiscono per fare l'amore.
Simone di nascosto si fa un tatuaggio con l'aiuto del compagno di classe Manuel, ragazzo complicato che ha dei problemi con un tipo losco che si fa chiamare Zucca.
- Ascolti: telespettatori 5 475 000 – share 24,50%[5].

## Roland Barthes
- Diretto da: Alessandro D'Alatri
- Soggetto di: Sandro Petraglia, Valentina Gaddi, Sebastiano Melloni e Fidel Signorile
- Scritto da: Sandro Petraglia

### Trama
Dante e sua madre Virginia, che è andata a vivere da lui per dare un po' di supporto, rimangono sorpresi quando vedono il tatuaggio di Simone. Il ragazzo all'improvviso decide di lasciare la sua fidanzata Laura, che rimane senza parole.
Mentre Dante sta spiegando la figura di Roland Barthes, Laura scoppia in lacrime ed esce dalla classe. Il professore la segue e si fa dire cosa è successo. La ragazza prende da parte Simone e gli dice che ha otto giorni di ritardo.
Dante e Marina continuano a vedersi di nascosto, anche in biblioteca.
Anita continua ad avere problemi a trovare un lavoro fisso mentre il figlio Manuel si propone allo sfasciacarrozze di tale Sbarra dove aveva rubato una moto recuperata da Zucca.
Dante e Anita si vedono di nuovo a distanza di anni dal loro primo strano incontro in ospedale: il professore le chiede di non raccontare tutto a Manuel.
- Ascolti: telespettatori 4 731 000 – share 26,20%[5].

## Kant
- Diretto da: Alessandro D'Alatri
- Soggetto di: Sandro Petraglia, Valentina Gaddi, Sebastiano Melloni e Fidel Signorile
- Scritto da: Sandro Petraglia, Valentina Gaddi e Sebastiano Melloni

### Trama
Mentre il professor Balestra sta per iniziare la lezione su Kant, entra in aula la nuova allieva Monica Altieri. Dante fa un parallelismo paragonando eventi storici al rapporto con il figlio.
Dante conosce Cecilia, madre di Aureliano e rappresentante dei genitori, la quale si lamenta per come ha fatto irruzione a casa di Giuseppe ("Pin") Palombo con l'intenzione di convincerlo a tornare a scuola. Con la cocaina che gli ha rubato, Manuel è arrivato ad avere un debito di 4000 euro con Sbarra, il capo di Zucca, e si mette a spacciare; sua madre trova 1000 euro in contanti in casa e non ottiene risposte da lui sulla provenienza.
Dante viene contattato da Mimmo Bruni, una sua vecchia conoscenza, che è recluso all'Istituto Penale Minorile di Nisida; per sostenerlo il professore decide di mandargli un pacco con l'aiuto di sua madre.
Simone riesce a rubare una copia della versione di latino, che arriva poi in modo anonimo ai compagni, discutendo con il padre anche per questo; il ragazzo gli rinfaccia di aver tradito troppo sua madre rendendola infelice.
Manuel e Simone stanno diventando sempre più amici; in un flashback viene lasciato intendere che i due curiosamente sono stati compagni di lettino in ospedale quando si sono conosciuti Anita e Dante.
Manuel inizia a frequentare l'architetto Alice, una conoscente di sua madre, la quale ultimamente ha trovato lavoro nel ristorante di Ettore, una sua vecchia fiamma.
Marina è combattuta nella scelta tra Lino e Dante venendo sorpresa a baciare il professore da Simone. Il ragazzo è seccato e rifiuta di presentarsi alla lavagna e fa strane allusioni spiazzando la professoressa. Per questa cosa poco dopo a casa Simone e il padre si scontrano.
Il professor Lombardi ha ben capito che gli alunni hanno copiato e dà a loro dei brutti voti. Dante, parlando con il collega, confessa di essere stato lui ad aver rubato la versione spiazzandolo. Dante ne parla anche con gli alunni prima di essere convocato dalla preside ed essere sgridato pure dal figlio. I ragazzi tuttavia si presentano a giro dalla preside auto-incolpandosi e così facendo evitano ripercussioni personali e salvano il professore. Nonostante la "grazia" ricevuta dalla Smeriglio, Lombardi avverte Balestra che la storia non finisce lì.
Manuel non se la sente di spacciare a scuola e lo fa in città; Sbarra lo scopre e lo mette in guardia dai competitor.
- Ascolti: telespettatori 4 640 000 – share 19,70%[6].

## Platone
- Diretto da: Alessandro D'Alatri
- Soggetto di: Sandro Petraglia, Valentina Gaddi, Sebastiano Melloni e Fidel Signorile
- Scritto da: Sandro Petraglia, Valentina Gaddi e Sebastiano Melloni

### Trama
Con un discorso filosofico Dante, riprendendo il pensiero di Platone, riesce a bloccare i lavori diretti da Alice al muro dell'amore, la facciata esterna della scuola sulla quale gli alunni sono soliti scrivere pensieri d'amore.
Laura sta ancora male per essere stata lasciata da Simone senza alcuna spiegazione e Luna cerca invano di parlare con lui. Manuel invece affronta Alice riguardo alla notte passata insieme ma lei fa finta di niente.
Dante è proprio un piacione e inizia a frequentare anche Cecilia prima facendole visita al suo museo e poi portandola al parco dove i due si baciano. Il professore inizia a indagare su Felice Proietti detto Sbarra, già finito sotto indagine per droga, e fa un giro al suo sfasciacarrozze. Manuel deve tenere nascosta nel suo garage un'auto del malvivente, al quale ha già consegnato 1 500 euro.
A scuola Giulio e Aureliano fanno a gara per corteggiare la bella Monica facendole dei regali.
Dante fa di nuovo visita a Pin illustrandogli il mito della caverna di Platone e cercando di scuoterlo ma il ragazzo lo manda via seccato.
Simone litiga con Manuel dopo aver trovato del fumo nel suo zaino.
Anita, che ha sentito la lezione su Platone, dopo il lavoro si sfoga con Dante riguardo al rapporto che ha con suo figlio.
La donna torna a frequentare Ettore con il quale aveva avuto una breve storia quando era piccolo Manuel. Il ragazzo viene preso di mira da tre spacciatori e riesce a seminarli dopo averli minacciati con un coltello. Rientrato a casa, litiga con sua madre dopo aver visto che ha ospitato Ettore.
Alla sera, invece che andare alla festa di compleanno della sua fidanzata Chicca, Manuel va a casa di Alice per riportarle dei documenti che aveva perso e i due finiscono a letto.
Chicca è furiosa per l'assenza del fidanzato mentre Laura viene a sapere da Luna che Simone ha un'altra e così gli tira uno schiaffo. Quando riceve una foto di Manuel a letto con Alice, Simone si mette a bere e va nel garage a sfasciare l'auto di Sbarra. Proprio in quell'istante il criminale chiama Manuel dicendogli che ha bisogno dell'auto.
- Ascolti: telespettatori 3 917 000 – share 20,70%[6].

## Aristotele
- Diretto da: Alessandro D'Alatri
- Soggetto di: Sandro Petraglia, Valentina Gaddi, Sebastiano Melloni e Fidel Signorile
- Scritto da: Sandro Petraglia e Fidel Signorile

### Trama
Simone viene visto arrivare a casa ubriaco dal padre e dalla nonna mentre Manuel non capisce chi possa aver sfasciato l'auto di Sbarra e quando arriva a scuola Chicca fa una scenata in corridoio urlando di volerlo lasciare. Dante ha visto tutto e in classe spiega l'eudaimonia ovvero la felicità secondo Aristotele da raggiungere anche tramite la conoscenza.
Manuel chiede un prestito a Simone per riparare l'auto non sapendo che l'ha distrutta lui. Dante ha fatto registrare la lezione e la manda a Pin, lo studente che non è mai più venuto a scuola.
Alberto, l'ex fidanzato manesco di Monica, continua ad avvicinare la ragazza e mette le mani addosso anche ad Aureliano che voleva difenderla; interviene quindi Dante braccandolo e gli fa capire di non avvicinarsi più alla ragazza.
Manuel confessa a Sbarra il danno che ha subito l'auto e così viene pestato da Zucca. Simone andrà a prendere l'amico e lo ospiterà a casa sua.
- Ascolti: telespettatori 4 920 000 – share 20,90%[7].

## Giordano Bruno
- Diretto da: Alessandro D'Alatri
- Soggetto di: Sandro Petraglia, Valentina Gaddi, Sebastiano Melloni e Fidel Signorile
- Scritto da: Sandro Petraglia e Fidel Signorile

### Trama
Anita, arrivata a casa di Dante per riprendere Manuel, alla fine si è addormentata sul divano dell'amico. Alla mattina Manuel racconta che ha fatto a botte con due ragazzi che volevano rubargli la moto, ma Anita e Dante non gli credono.
Manuel e Alice si vedono ancora, ma la ragazza gli dice che non possono continuare e gli chiede di non dire niente in giro.
Dante viene interrogato a Napoli da un magistrato in relazione al caso di Mimmo, lo studente arrestato a casa sua dopo un furto, episodio che ha causato l'allontanamento del professore da Torre del Greco.
Floriana racconta a Dante di aver fatto avere 2 000 euro a Simone, soldi serviti evidentemente per aiutare Manuel con i suoi debiti. Nel frattempo Dante con uno stratagemma è riuscito a fare uscire di casa Pin.
Il prof porta i suoi alunni a Campo de Fiori per raccontare la storia di Giordano Bruno.
Dante fa capire ad Anita che Manuel è finito in un brutto giro ma la donna non gradisce la sua intromissione nella vita del figlio e i consigli per la sua educazione.
Ripulendo l'auto, Manuel trova il braccialetto di Simone, il quale, messo alle strette, ammetterà di aver distrutto la macchina da ubriaco.
Simone si confida con la sua ex Laura dicendole che l'ha lasciata perché è omosessuale e che si è innamorato "del più bello, del più stronzo e del più etero di tutta la scuola" ovvero Manuel.
Dante, curiosando malamente sul PC del figlio, trova molte foto di Manuel e trae le sue conclusioni.
- Ascolti: telespettatori 4 401 000 – share 23,10%[7].

## Michel Foucault
- Diretto da: Alessandro D'Alatri
- Soggetto di: Sandro Petraglia, Valentina Gaddi, Sebastiano Melloni e Fidel Signorile
- Scritto da: Sandro Petraglia e Fidel Signorile

### Trama
Dante in classe, spiegando Michel Foucault, tocca il tema dell'omosessualità sperando di sbloccare il figlio, ma non riesce a farsi dire niente. Simone ammette al padre di aver prestato dei soldi a Manuel per aiutarlo con i suoi debiti.
Anita ha trovato l'auto sfasciata in garage e ne parla subito con Dante. Manuel ha scoperto che Alice ha un marito e un figlio e ci rimane male; la donna gli dice che si tratta del suo ex ma gli ribadisce che la loro storia clandestina non può continuare.
Simone aiuta Manuel a rubare l’auto da dare a Sbarra per rimediare al danno dell’altra vettura danneggiata. Dante la stessa sera si apposta fuori dallo sfascio e scatta delle fotografie ai presenti.
Quando Chicca gli racconta di averlo tradito con Matteo, Manuel non ci vede più e aggredisce il compagno. La preside su suggerimento di Dante non li sospende ma impone loro di frequentare la scuola scrivendo un tema sull’accaduto. Il prof di latino punisce tutta la classe con domande a tappeto.
Cecilia invita Dante a casa sua per fare l'amore e così il professore chiede al collega di latino Lombardi di accompagnare sua madre a teatro. Mentre è a letto con la donna, Anita, che si è appena licenziata dal ristorante di Ettore, prova a chiamarlo.
- Ascolti: telespettatori 4 653 000 – share 22,20%[8].

## Guy Debord
- Diretto da: Alessandro D'Alatri
- Soggetto di: Sandro Petraglia, Valentina Gaddi, Sebastiano Melloni e Fidel Signorile
- Scritto da: Sandro Petraglia e Fidel Signorile

### Trama
La classe di Dante visita il museo diretto da Cecilia. Manuel e Simone si isolano dal gruppo e, una volta rimasti soli, Simone, dopo aver detto all’amico di voler investire nei suoi affari quei famosi soldi che gli aveva prestato, d'impeto lo bacia. Manuel però lo respinge in malo modo.
La visita viene interrotta da un fatto increscioso: l'ex ragazzo di Monica ha fatto girare un filmato osé della ragazza che viene visto da tutti gli studenti e da Dante che consola la ragazza. Ritornati a scuola, Simone cerca di scusarsi con Manuel il quale gli fa capire che non ha pregiudizi nei suoi confronti.
Simone scopre da Manuel che Dante ha una relazione con Cecilia e così i due litigano di nuovo. Anche Anita ci rimane male quando il figlio le racconta il pettegolezzo e non manca di farlo notare a Dante.
Dante ha in programma una lezione su Guy Debord e la società dello spettacolo. Solidali con Monica, i ragazzi improvvisano uno spogliarello fra i banchi. Dopo la lezione Monica all’improvviso bacia Aureliano. Dante intanto ha rintracciato lo stalker e gli ha dato una lezione.
Intanto Manuel, che non riesce a resistere e ci riprova con Alice, riceve una pistola da Sbarra per un nuovo incarico.
Durante una cena alla villa dove era presente tutta la 3B, Manuel scopre che Simone ha detto a Chicca che la sera del suo compleanno lui era da Alice e i due ragazzi finiscono per fare una rissa. In quell’istante un fulmine cade in giardino e scoppia un incendio, ma Manuel corre a spegnerlo.
Nel frattempo Simone se ne va senza dire niente a nessuno e decide di raggiungere sua madre a Glasgow.
- Ascolti: telespettatori 4 653 000 – share 22,20%[8].

## Stuart Mill
- Diretto da: Alessandro D'Alatri
- Soggetto di: Sandro Petraglia, Valentina Gaddi, Sebastiano Melloni e Fidel Signorile
- Scritto da: Sandro Petraglia, Valentina Gaddi e Sebastiano Melloni

### Trama
Dante cerca di consolare Anita, preoccupata per quello che sta combinando Manuel.
Floriana chiama Dante e gli chiede di poter parlare con Simone, che è appena arrivato a Glasgow, per raccontargli quello che è successo veramente anni prima ma il suo ex frena.
Chicca capisce che Manuel ha una relazione con Alice perché riconosce il tatuaggio della donna e gli fa una scenata in corridoio. Nel frattempo Dante, terminata la lezione su Stuart Mill, affronta Manuel riguardo ai suoi traffici con Sbarra e al rapporto con Simone. Manuel ammette di sentire la mancanza di Simone. Questo intanto ha fatto coming out con sua madre.
Dante si presenta allo sfascio di Sbarra pretendendo che l'uomo lasci in pace Manuel ma il malvivente gli consiglia di andarsene.
Anita intanto viene assunta nel bookshop del museo di Cecilia grazie al fatto che sa parlare diverse lingue ma ci rimane male quando la sente parlare al telefono con Dante e quando lo incontra lo liquida in tutta fretta.
Sbarra intanto si presenta con Zucca nel garage di Manuel dicendogli che deve spaventare un kebabbaro.
Il professor Lombardi continua a uscire con la madre di Dante. Chicca, dopo aver detto di tutto ad Alice, non si fa più vedere a scuola e così Dante, allertato dalle sue compagne di classe, va a parlare con la ragazza e la porta fuori.
Simone intanto torna a Roma e va subito dal padre. Nel frattempo Cecilia chiama Dante preoccupata perché suo figlio Aureliano ha trovato in casa il suo orologio ed è sparito.
Simone si chiarisce con Manuel e decide di accompagnarlo dal kebabbaro ma, una volta arrivati al locale, l'amico non se la sente di tirare fuori la pistola che gli ha dato Sbarra.
Dopo averlo cercato per ore, Dante riceve la visita di Aureliano e cerca di spiegargli le sue ragioni.
Anita viene rimproverata da Dante poiché ha scoperto che lui aveva perso un figlio.
- Altri interpreti: Miloud Mourad Benamara (kebabbaro).
- Ascolti: telespettatori 4 688 000 – share 20,10%[9].

## Schopenhauer
- Diretto da: Alessandro D'Alatri
- Soggetto di: Sandro Petraglia, Valentina Gaddi, Sebastiano Melloni e Fidel Signorile
- Scritto da: Sandro Petraglia, Valentina Gaddi e Sebastiano Melloni

### Trama
Dante si scusa con Anita per la sua reazione. In classe intanto spiega Schopenhauer e poco dopo in corridoio incrocia la madre con il professor Lombardi, il quale ha chiesto alla donna di tenere un corso di teatro a scuola.
Dante torna alla carica con Pin e fa ripulire lui e la sua stanza, dalla quale continua a non voler uscire.
Quando Manuel dice a Sbarra che non se la sente di continuare a lavorare per lui con la scusa di voler studiare, il malvivente gli fa capire che non può uscire dal giro se non vuole che succeda qualcosa al suo professore.
Alice, spinta da Anita, affronta Manuel dicendogli che lo ha solamente usato e così lui la manda al diavolo.
Dante chiede ad Anita di accompagnarlo sulla tomba del figlio Jacopo, gemello di Simone, dove non è mai più tornato dopo il suo funerale e si sfoga con lei.
Manuel minaccia il kebabbaro ma questo fa la voce grossa perché non vuole sdebitarsi con Sbarra e cerca di disarmarlo facendo partire un colpo verso il soffitto; lo studente scappa e va a scuola dove si sta tenendo la festa di compleanno abusiva di Simone e, una volta usciti, finiscono per fare l'amore.
La festa finisce male poiché Giulio, dopo essersi dichiarato a Monica, beve troppo e finisce in ospedale dove, oltre ai compagni, arriva anche Dante che si scontra ancora con Simone. Una volta rientrato a casa, il ragazzo trova un messaggio carino che gli aveva scritto il padre, ma le sorprese non finiscono perché Simone scopre una foto del padre con un bambino che sembra lui, ma non appena la gira trova sul retro la scritta: "Jacopo con papà", il che lo lascia sconvolto.
- Altri interpreti: Miloud Mourad Benamara (kebabbaro).
- Ascolti: telespettatori 4 195 000 – share 22,50%[9].

## Rousseau
- Diretto da: Alessandro D'Alatri
- Soggetto di: Sandro Petraglia, Valentina Gaddi, Sebastiano Melloni e Fidel Signorile
- Scritto da: Sandro Petraglia

### Trama
Dante non riesce ancora a parlare del suo passato con il figlio Simone.
La preside è sconvolta per l'occupazione della notte precedente e riceve anche la telefonata del padre di Giulio che le annuncia di aver presentato una denuncia per quello che è successo. Dante, che è andato a parlare con un suo amico poliziotto riguardo a Sbarra, si prende la colpa della bravata raccontando alla preside di aver consegnato lui le chiavi della scuola a Simone. Questo racconta a Manuel di aver scoperto dell’altro figlio di suo padre.
Simone, per proteggere Manuel, si propone a Sbarra di sostituire l'amico che non si è presentato per una finta febbre. Fuori dallo sfascio è appostato il poliziotto amico di Dante che scatta diverse foto.
Dante intanto porta i ragazzi in visita al Colosseo per spiegare Rousseau; prende come esempio la festa organizzata da Simone per far riflettere gli alunni su due temi importanti: la libertà e l'anarchia.
Poco dopo Cecilia lo riprende per il fatto della festa riportandogli anche le lamentele degli altri genitori. Anita li vede parlare insieme al parco di Villa Borghese e ci rimane male.
Dante viene a sapere dal suo avvocato di essere stato assolto mentre Mimmo è stato condannato a sei anni; il professore promette al ragazzo che andrà a trovarlo molto spesso.
Manuel non è per niente contento che Simone voglia sostituirlo, mentre lui vorrebbe parlare di quello che è successo tra loro alla festa perché spera che possa nascere qualcosa tra loro: Manuel lo fa arrabbiare nuovamente quando gli dice che tra di loro non c'è niente e trattandolo di nuovo male su questo argomento perché non è ancora pronto ad affrontarlo.
Pin fa vedere a Dante un video diventato virale nel quale viene bullizzato da alcuni compagni mascherati. Dante trova in casa proprio una di quelle maschere e si infuria con il figlio: questo ammette di essere stato uno dei bulli e di essere pentito per ciò che ha fatto, ma pretende sincerità a sua volta dal padre, chiedendogli chi sia Jacopo. Dante gli conferma che è suo fratello, ma non riesce a dirgli altro perché Simone, sconvolto, scappa in camera prima che Dante finisca di parlare.
- Altri interpreti: Lucio Patanè (Arnaldo Palmieri).
- Ascolti: telespettatori 4 915 000 – share 21,50%[10].

## Nietzsche
- Diretto da: Alessandro D'Alatri
- Soggetto di: Sandro Petraglia, Valentina Gaddi, Sebastiano Melloni e Fidel Signorile
- Scritto da: Sandro Petraglia

### Trama
Manuel confida a Dante che adesso è Simone ad essere nei guai, essendosi offerto di lavorare per Sbarra: il criminale ha, infatti, assegnato al giovane il compito di bruciare una libreria.
Dante è sconvolto dalla notizia e, durante la lezione su Nietzsche, cerca di fargli velatamente capire che sta sbagliando.
Il professore, poi, si confida con Anita, cercando in lei supporto e consiglio. Il professore vede nella donna un'anima sempre più affine alla propria.
Intanto, il consiglio di classe deve decidere sulla sospensione di Dante per la bravata della festa e il collega Lombardi si sente male facendo preoccupare anche Virginia che interrompe il suo laboratorio di teatro per correre da lui.
Manuel chiede a Chicca di rimettersi insieme ma la ragazza gli risponde di voler rimanere solo amici perché ha già sofferto troppo per lui e che ora vuole pensare un po' a se stessa.
Dante chiude con Cecilia, dicendole che vuole restare da solo perché non è un buon momento per lui e la donna ci rimane male. Poco dopo affronta il padre di Giulio raccontandogli la relazione che lui aveva con il padre e cercando di fargli capire gli errori che sta commettendo nel rapporto con suo figlio: l'avvocato, colpito dalle toccanti parole del professore, segue il suo consiglio e cerca un punto di incontro con Giulio.
Anita racconta a Manuel che Jacopo, in realtà, è il fratello gemello di Simone morto quando aveva tre anni e gli raccomanda di non parlarne con l'amico. Manuel, però, è troppo preoccupato per la strada che sta prendendo l'amico e, nel tentativo di scuoterlo dalle sue sofferenze interiori dovute al non sapere questa verità, va a raccontare tutto a Simone, pregandolo anche di lasciar stare Sbarra, ma il ragazzo va su tutte le furie e torna a casa, dove si mette a guardare una registrazione del padre in cui si vede anche Jacopo: Simone è a pezzi, probabilmente anche rimproverandosi per essersi dimenticato di suo fratello.
Manuel, rientrato a casa, trova Sbarra e Zucca che hanno preso sua madre in ostaggio, ma la polizia arriva appena in tempo arrestando i due malviventi prima che la situazione degeneri.
A scuola, intanto, le ragazze si confidano tra di loro: Luna teme di essere rimasta incinta, Laura si fa scappare che Simone è gay, mentre Monica si sente sempre più attratta da Giulio.
Simone, dopo quello che ha scoperto, è in preda alla disperazione e si imbottisce di alcol e delle pasticche dategli da Sbarra, poi si mette in moto e, arrivato sotto casa di Manuel totalmente allucinato, va a sbattere contro dei cassonetti e l'amico fa chiamare subito un'ambulanza. Questo evento porta Dante a rivivere il dramma che gli ha segnato la vita. Il ragazzo, però, per fortuna viene salvato per i capelli dai medici ed è fuori pericolo: in ospedale, il padre finalmente gli racconta la verità, cioè che il fratello è morto a tre anni a causa di una meningite. Dopo tanto tempo, il muro emotivo creatosi tra Dante e il figlio finalmente inizia a sgretolarsi.
Un mese dopo, Dante propone alla preside di far sostenere a Simone e Manuel degli esami integrativi per salvarli dalla bocciatura.
Quando Simone si riprende, va subito a casa di Pin per chiedergli scusa di ciò che ha fatto, gli racconta di essere gay e che, nella confusione di non volerlo accettare, in passato se l'è presa anche con lui perché era quello considerato da tutti un po' "diverso", cosa che lui invece non voleva essere. Simone gli chiede anche di perdonarlo e di tornare a scuola perché manca a tutti e non è giusto che si rovini la vita a causa sua: Pin, felice per le parole di Simone, lo ascolta e decide di tornare finalmente a scuola venendo festeggiato dai compagni. Laura, inoltre, capisce che il ragazzo è il suo ammiratore misterioso The Pen (sempre grazie a Simone, che probabilmente aveva scoperto la cosa dal padre e gli aveva regalato una felpa con scritto The Pen per aiutarlo a dichiararsi alla ragazza): la ragazza lo bacia davanti a tutta la classe. Monica, invece, ha scelto Giulio, anche se i due, per ora, non vogliono ufficializzare la cosa per non far soffrire Aureliano.
Simone, intanto, decide di andare sulla tomba di Jacopo, accompagnato da Manuel: i due, pur non avendo ancora chiarito che tipo di sentimento li unisce, hanno ormai un legame indissolubile a prescindere da qualsiasi altra cosa.
L'anno è quasi terminato e Dante viene omaggiato dai suoi allievi con un murales disegnato fuori scuola.
Infine, Dante si fa finalmente avanti con Anita, chiedendole di frequentarsi con la scusa di leggere insieme un libro: i due finiscono per baciarsi in casa.
- Altri interpreti: Lucio Patanè (Arnaldo Palmieri).
- Ascolti: telespettatori 4 530 000 – share 24,50%[10].